# Liste des espèces d'oiseaux de Mayotte
Cette Liste des espèces d'oiseaux de Mayotte comporte 127 espèces (dont une douteuse).

## Liste
- Grèbe castagneux
- Pétrel de la Trinité du Sud
- Prion de Salvin
- Pétrel de Bulwer
- Pétrel de Jouanin
- Puffin fouquet ou Puffin du Pacifique
- Puffin d'Audubon
- Océanite de Wilson
- Océanite de Matsudaira
- Frégate du Pacifique
- Frégate ariel
- Phaéton à brins rouges
- Phaéton à bec jaune ou Petit Phaéton
- Fou masqué
- Fou à pieds rouges
- Fou brun
- Cormoran africain
- Aigrette dimorphe
- Héron cendré
- Héron pourpré
- Héron mélanocéphale
- Héron de Humblot
- Grande Aigrette
- Héron garde-bœufs
- Crabier chevelu
- Crabier blanc ou Crabier malgache
- Héron strié ou Héron à dos vert
- Ibis malgache
- Flamant rose
- Flamant nain
- Canard à bosse
- Dendrocygne veuf
- Sarcelle d'été
- Polyboroide rayé ou Gymnogène
- Balbuzard pêcheur
- Milan à bec jaune, sous-espèce du Milan noir
- Busard de Maillard
- Epervier de Frances ou Epervier de Mayotte
- Faucon de l'Amour
- Faucon d'Eléonore
- Faucon concolore
- Faucon pèlerin
- Caille des blés
- Pintade de Numidie ou Pintade mitrée
- Marouette de Baillon
- Talève d'Allen
- Gallinule poule-d'eau
- Gallinule africaine
- Barge rousse
- Courlis corlieu
- Courlis cendré
- Chevalier stagnatile
- Chevalier aboyeur
- Chevalier sylvain
- Chevalier bargette
- Chevalier guignette
- Tournepierre à collier
- Bécasseau sanderling
- Bécasseau cocorli
- Pluvier fauve
- Pluvier argenté
- Pluvier grand-gravelot
- Pluvier à triple collier
- Pluvier à collier interrompu
- Pluvier à front blanc
- Pluvier de Mongolie
- Pluvier de Leschenault
- Vanneau terne
- Huîtrier pie
- Drome ardéole
- Glaréole malgache
- Labbe antarctique ou Grand Labbe subantarctique
- Labbe pomarin
- Mouette à tête grise
- Sterne voyageuse
- Sterne huppée
- Sterne de Dougall
- Sterne diamant
- Sterne pierregarin
- Sterne de Saunders
- Sterne bridée
- Sterne à joues blanches
- Sterne fuligineuse
- Guifette leucoptère
- Noddi brun
- Noddi à bec grêle ou Noddi marianne
- Pigeon biset
- Pigeon des Comores
- Pigeon de Madagascar ou Tourterelle peinte de Madagascar
- Tourterelle du Cap
- Tourterelle tambourette
- Founingo des Comores
- Inséparable à tête grise
- Inséparable à tête rouge (présence mal documentée, oiseau absent actuellement)
- Perruche à collier
- Coucou de Madagascar
- Effraie des clochers
- Petit-duc de Mayotte
- Martinet de Grandidier
- Martinet des palmes
- Martinet à ventre blanc
- Martinet noir africain ou Martinet du Cap
- Martin-pêcheur vintsi
- Guêpier de Madagascar
- Rollier d'Europe
- Rolle violet
- Courol malgache
- Corbeau pie
- Drongo de Mayotte
- Tchitrec malgache ou Tchitrec de Paradis ou Moucherolle de Paradis
- Gobemouche gris
- Martin triste
- Loriot d'Europe
- Hirondelle des Mascareignes ou Hirondelle de Bourbon
- Hirondelle rustique
- Bulbul noir
- Bulbul orphée
- Traquet motteux
- Zostérops de Mayotte ou Oiseau lunette
- Souïmanga de Mayotte
- Moineau domestique
- Foudi rouge ou Foudi de Madagascar
- Foudi des Comores
- Bengali rouge
- Capucin nonnette ou Spermète à capuchon
- Padda de Java
- Veuve dominicaine